# Канаванова болест
Канаванова болест је ретко дегенеративно обољење нервних ћелија мозга, а најчешће се јавља код Ашкеназа (европских Јевреја). То је врста обољења из групе генетских поремећаја званих леукодистрофије.
У питању је наследна болест (ген на хромозому 17), а наслеђује се аутозомно рецесивно. Канаванова болест настаје услед недостатка ензима аспартацилазе и последичног накупљања N-ацетиласпартичне киселине у мозгу, што узрокује оштећење беле мождане масе и стварање сунђерастог ткива..
Болест је први пут описана 1931. године од стране америчког лекара Миртела Канавана (енгл. Myrtelle Canavan) и по њему је и добила име.

## Клиничка слика
Симптоми почињу још у првој години живота. Прво се примећује неправилно држање главе детета. Поремећен је тонус свих мишића (постоји или укоченост или млитавост), нагло се повећава обим главе и настаје макроцефалија (увећана глава). Јављају се проблеми са узимањем хране која се враћа кроз нос (назална регургитација), присутни су губитак вида и слуха, епилептички напади итд. Оболела деца не могу да пузе, седе, ходају и причају. Временом могу да се јаве парализа, ментална ретардација и потпуно слепило. Већина деце не живи више од десет година, мада неки појединци доживе и тинејџерске године или чак одрасло доба.

## Дијагноза и лечење
Дијагноза се поставља на основу клиничке слике, прегледа, лабораторијских анализа, компјутеризоване томографије и нуклеарне магнетне резонанце. Иначе, болест се може дијагностиковати и пренатално.
Не постоји специфичан вид терапије, односно она је симптоматска и супортивна.

## Патофизиологија
Канаванова болест се наслеђује аутозомно рецесивно. Када су оба родитеља носиоци, шанса да имате оболело дете је 25%. Генетско саветовање и генетско тестирање препоручују се породицама са два родитеља носиоца.
Канаванова болест је узрокована дефектним ASPA геном који је одговоран за производњу ензима аспартоацилазе. Смањена активност аспартоацилазе спречава нормалан разградњу Н-ацетил аспартата, при чему накупљање Н-ацетиласпартата или недостатак његовог даљег метаболизма омета раст мијелинске овојнице нервних влакана мозга. Мијелински омотач је масни омотач који окружује нервне ћелије и делује као изолатор, омогућавајући ефикасан пренос нервних импулса.

## Прогноза
Канаванова болест обично резултира смрћу или развојем стања опасних по живот до десете године, иако је очекивани животни век променљив, и веома зависи од специфичних околности. С друге стране, чини се да блаже варијанте поремећаја немају никакав утицај на животни век.

## Преваленција
Иако се Канаванова болест може јавити у било којој етничкој групи, она углавном погађа људе источноевропског јеврејског порекла са око један од 40 (2,5%) појединаца источноевропског (ашкенаског) јеврејског порекла који је носилац.

## Историја
Канаванову болест је први пут описала 1931. Миртел Канаван. Године 1931. написала је рад у коме се расправљало о случају детета које је умрло са 16 месеци и чији је мозак имао сунђераст бели део. Канаван је први идентификовала овај дегенеративни поремећај централног нервног система, који је касније назван „Канаванова болест“.

## Истраживања
Истраживање које укључује суплементацију триацетина показало је обећање на моделу пацова. Триацетин, који се може ензимски цепати да би се формирао ацетат, улази у мозак лакше него негативно наелектрисани ацетат. Дефектни ензим код Канаванове болести, аспартоацилаза, претвара Н-ацетиласпартат у аспартат и ацетат. Мутације у гену за аспартоацилазу спречавају разградњу Н-ацетиласпартата и смањују доступност ацетата у мозгу током развоја мозга. Суплементација ацетатом помоћу триацетина треба да обезбеди ацетат који недостаје тако да се развој мозга може нормално наставити.
Тим истраживача на челу са Паолом Леоне са Универзитета за медицину и стоматологију у Њу Џерсију, испробао је процедуру која укључује уметање шест катетера у мозак који испоручују раствор који садржи 600 до 900 милијарди пројектованих вирусних честица. Вирус, модификована верзија адено-асоцираног вируса, дизајниран је да замени ензим аспартоацилазу. Деца која су до сада лечена овом процедуром су показала значајна побољшања, укључујући раст мијелина, са смањеним нивоима Н-ацетил-аспартатног токсина.
Тим истраживача Медицинског факултета Универзитета у Масачусетсу ради на развоју рААВ засноване и оптимизоване терапије замене гена, која би путовала преко крвно-мождане баријере.
Истраживачи су открили прве инхибиторе Н-ацетилтрансферазе налик лековима.